# Nationaal park Kauhaneva-Pohjankangas
Nationaal park Kauhaneva-Pohjankangas (Fins: Kauhanevan–Pohjankankaan kansallispuisto; Zweeds: Kauhaneva-Pohjankangas nationalpark) is een nationaal park in de Finse regio Midden-Finland. Het park werd opgericht in 1982 en is 57 vierkante kilometer groot. Het landschap bestaat uit dennenbos, veen en moeras, waaronder het 16,3 vierkante kilometer grote Kauhaneva-veen. 
In 2004 werd het nationaal park aangewezen als Ramsargebied. Het is ook onderdeel van het Natura 2000-netwerk.